# Classe Rubis
Pour les articles homonymes, voir Rubis (homonymie).
La classe Rubis (anciennement SNA 72 et classe Provence avant 1980) est une classe de six sous-marins nucléaires d'attaque de 1re génération français. Ils remplacent les sous-marins diesel-électrique de classe Agosta. Quand les SNA de la classe Rubis entrent en service dans la Marine française, ils sont les sous-marins nucléaires militaires les plus compacts du monde. Cette classe est conçue pour la lutte sous-marine en profondeur, la surveillance des convois et le renseignement électronique.

## Historique
Avec la mise en service des SNLE dans la Marine nationale dans les années 1970, il est décidé pour les forces sous-marines la construction d'une classe de SNA utilisant la même technologie de propulsion, mais reprenant, pour des questions de coût, la forme de coque des classe Agosta. Cet « Agosta à propulsion nucléaire » est tout d'abord connu sous le nom de SNA 72 puis classe Provence (les deux bâtiments suivants devaient s'appeler Bretagne et Bourgogne), avant d'être rebaptisés sous la présidence de Valéry Giscard d'Estaing.
Ce sont les SNA les plus compacts du monde, ce qui a causé quelques difficultés pour l'intégration du réacteur à eau pressurisée K48. La conception de ce dernier étant validée par le prototype baptisé « CAP » pour « Chaufferie avancée prototype » construit en 1974.
Le navire de tête est livré en 1983 et a repris le nom de son illustre prédécesseur, le Rubis, qui fit partie des FNFL et fut fait Compagnon de la Libération. Le 3e de la série ne porte pas un nom de pierre précieuse mais reprend celui du Casabianca, un sous marin de 1 500 tonnes qui s'est échappé du sabordage de Toulon et s'est distingué en Méditerranée durant la Seconde Guerre mondiale. Le 18 mai 1991, Nuits-Saint-Georges (Département de la Côte-d'Or) devient la ville marraine du sous-marin Rubis.

### Refonte Améthyste
La forme de coque des Rubis, pas assez profilée, entraînait des perturbations sonores qui affectaient le sonar à grande vitesse. Il a donc été décidé une refonte dite AMETHYSTE (AMElioration Tactique HYdrodynamique, Silence Transmission, Écoute) à partir du 5e bâtiment lui même nommé Améthyste (S605). Les quatre premiers sont refondus à ce standard en 1989 et 1995, qui comprend  une coque de forme « albacore », un pont passerelle enveloppant et un dôme sonar profilé,.

La coque de la classe Rubis avant la refonte.
La coque après la refonte AMETHYSTE.

### Renouvellement
La durée de vie initiale des SNA de la classe Rubis était prévue de 25 ans, mais il a été décidé d'entreprendre des travaux permettant de la prolonger d'une dizaine d'années. En 2018, le désarmement du Rubis est prévu pour 2022 après plusieurs reports.
Ces six SNA vont être progressivement remplacés nombre pour nombre par les bâtiments de la classe Suffren issus du projet Barracuda. Le premier exemplaire, portant le nom de Suffren, a été mis sur cale fin 2007, il a été lancé en 2019 et est entré en service en 2021. Le second portant le nom de Duguay-Trouin a été mis sur cale mi 2009 et devait être opérationnel en 2022, il l'est finalement en 2024. En 2021, la Marine nationale espère que 4 seront livrés en 2027.

## Missions
Occupé essentiellement, mais non exclusivement par des opérations de lutte anti-sous-marine au profit de la dissuasion, depuis la création de la force océanique stratégique, l’éventail d’emploi des sous-marins d’attaque s’est élargi depuis le milieu des années 1990 avec la mise à niveau des sous-marins nucléaire d'attaque qui peuvent désormais agir au profit des groupes aéronavals ou d’action maritime.
Avec le format six SNA, l'un est en entretien de longue durée – pendant un an et demi ou deux ans –, un autre en entretien intermédiaire, un troisième en entraînement, un quatrième dans l’Atlantique, un cinquième en Méditerranée et le dernier soit dans l’Atlantique, soit en Méditerranée, soit dans l’océan Indien. Sur les six bâtiments, deux sont immobilisés en réparation, plus ou moins longues ; deux sont destinés à la protection des SNLE dans le cadre de la dissuasion. Il  ne reste que deux sous-marins pour mener des missions conventionnelles, dont la protection du groupe aéronaval.

## Caractéristiques

### Equipage

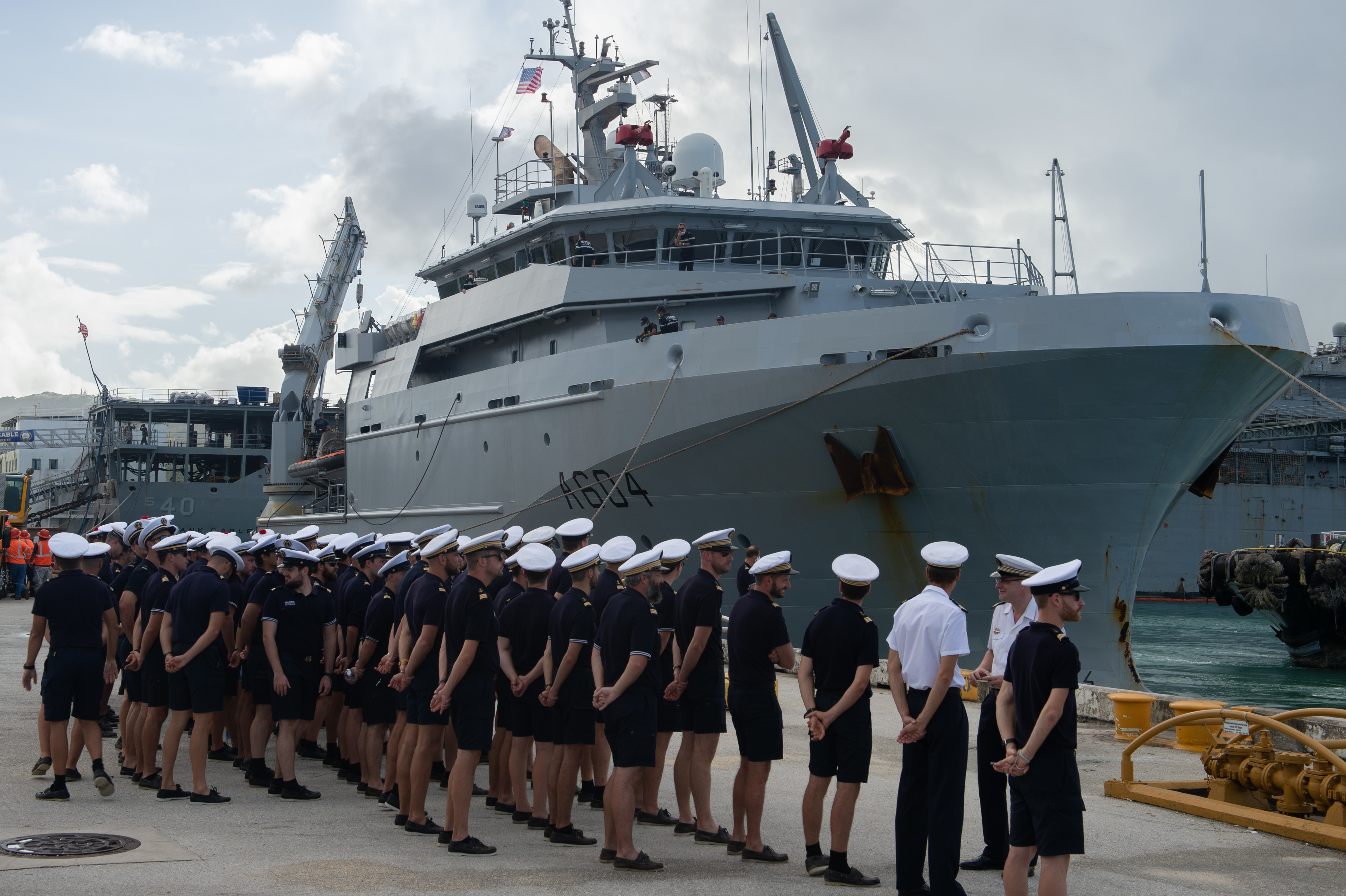
L'équipage de L'Émeraude devant son bâtiment de soutien Seine de la classe Loire en escale à la base navale américaine de l'île de Guam (Océan Pacifique) en mars 2020.

Les sous-marins nucléaires ont deux équipages (bleu et rouge) de 70 hommes qui se relaient tous les quatre mois environ. Le nombre total d'équipages qui est de 10 est passé temporairement à 9 dans les années 2000.

### Coque

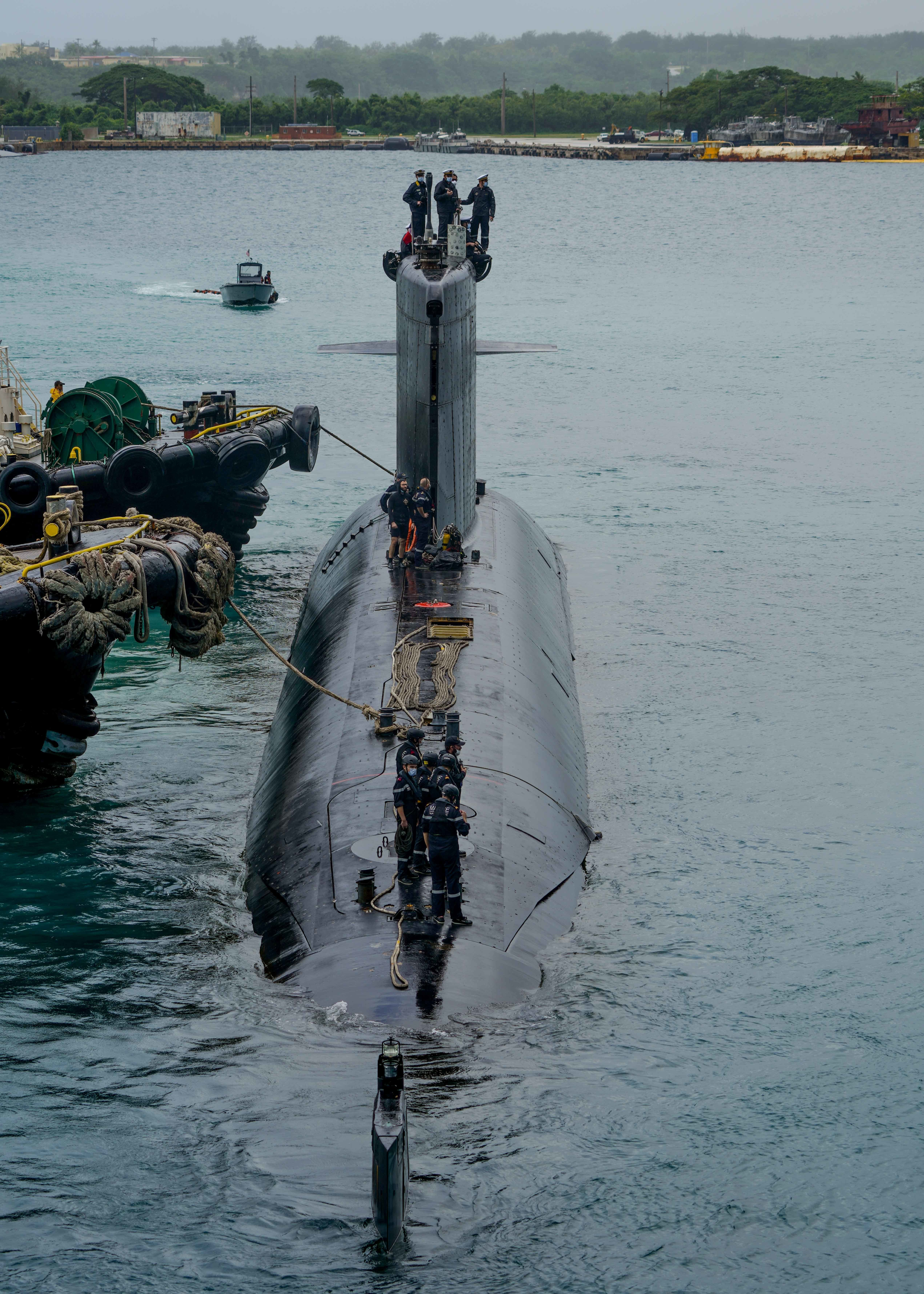
Superstructure du sous-marin Émeraude en escale à Guam.

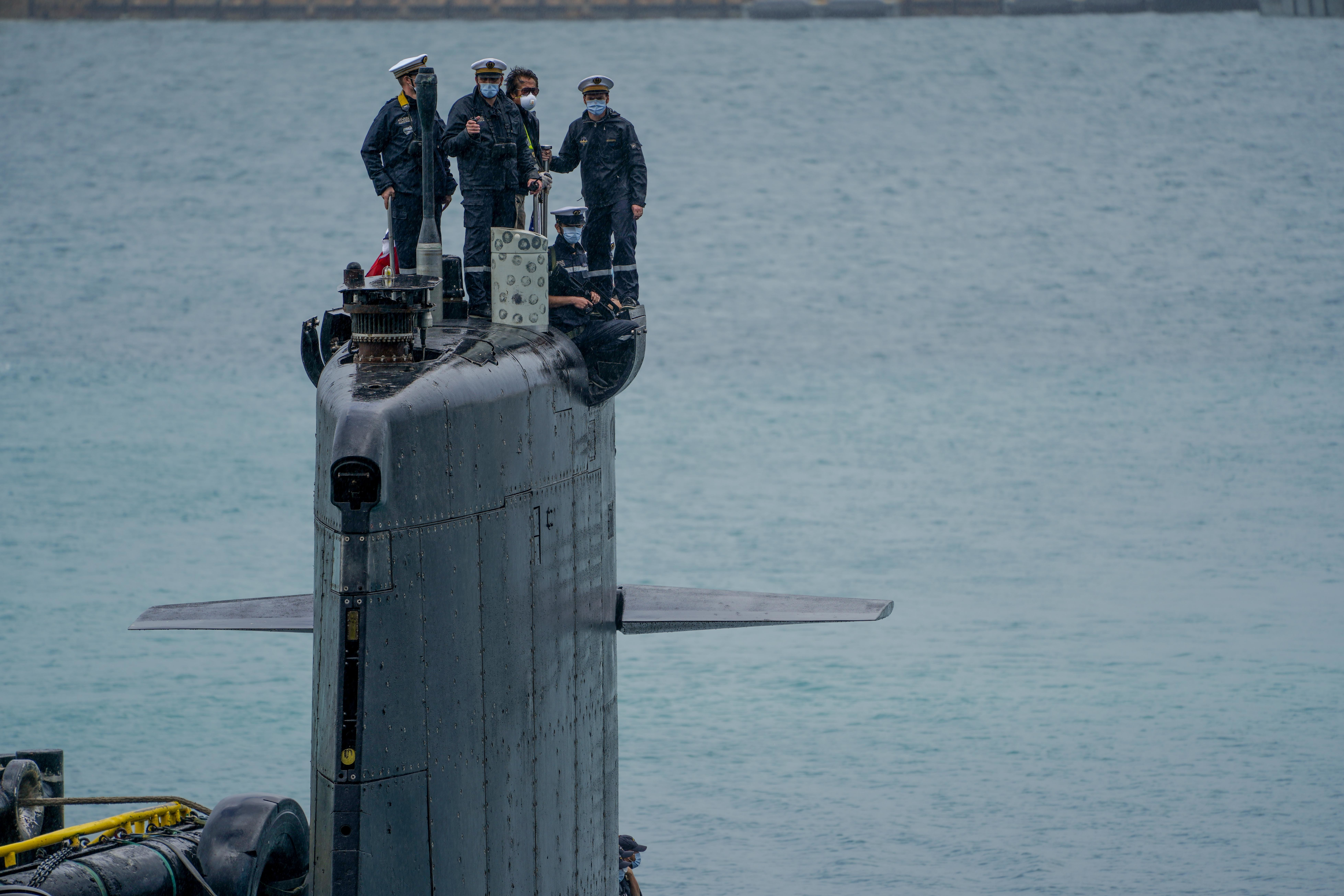
Gros plan sur le massif du sous-marin Émeraude.

Leurs coques en acier « 80 HLES » à haute limite élastique permettent une immersion maximale supérieure à 300 m. Le dôme sonar et le massif sont en matériaux composites. La surface habitable est de 90 m2.

### Armement
Équipé d'un système de combat informatisé « TITAC » centralisant la détection sous-marine, le traitement des informations et le lancement des armes (direction de lancement « DLA ») ; d'un système d'aide au commandement « SEAO/OPSMER » ; d'un système de transmission par satellite « Syracuse 2 », d'un système de navigation intégré avec deux centrales inertielles « Minicin » de Sagem.
Le Rubis embarque en tout quatorze armes de deux types qui sont tirées à travers quatre tubes lance-torpilles de 533 mm situés à l'avant du navire : 
- La torpille lourde filoguidée F21 Artémis a une longueur de 6 m pour un diamètre de 533 mm et une masse de 1 550 kg. Sa vitesse est comprise entre 43 km/h  et 93 km/h (50 nœuds) et sa portée est de 50 km. Elle peut circuler à une profondeur comprise entre 10 et 500 mètres. Les deux hélices contre-rotatives sont mises en mouvement par un moteur électrique dont l'énergie provient de batteries  oxyde d’argent/aluminium (AgO-Al). Le guidage est assuré par une liaison directe par fibre optique et en phase finale par un système acoustique. La torpille emporte une charge explosive lourde dont l'explosion est capable de casser en deux un gros destroyer. Cette nouvelle torpille est déployée depuis 2019 à bord des SNLE et des SNA français[11].
- Le missiles antinavires Exocet SM39 mod2 à changement de milieu est abrité dans une capsule étanche. Il est éjecté avec de l'air comprimé par un tube lance-torpilles. À la sortie de l'eau, la capsule  est éjectée et le moteur-fusée du missile est mis à feu. Le missile entame alors un vol à vitesse subsonique et près de la surface pour éviter d'être détecté par les radars. Il frappe le navire avec une charge explosive lourde. Sa portée est de 50 milles nautiques.

### Propulsion
L'appareil propulsif comprend :
- Une chaufferie nucléaire « K48 » de 48 MW thermiques, constituée par un ensemble réacteur-échangeur fournissant la vapeur à deux turbo-alternateurs. Cette chaufferie peut également fournir une puissance notable, correspondant aux vitesses usuelles, en circulation primaire naturelle, ajoutant ainsi la discrétion à l'autonomie énergétique de longue durée qu'elle donne au bâtiment ;
- un moteur électrique principal ;
- un groupe Diesel-générateur « SEMPT Pielstick 8 PA 4 V 185 SM » de 650 ch (480 kW) avec un moteur électrique auxiliaire de 500 kW, permettant d'assurer une propulsion de secours en cas d'indisponibilité de la chaufferie nucléaire.

| Caractéristique | Suffren            | Rubis              | Virginia                 | Akula                                    | Iassen                         | Astute             |
| --- | ------------------ | ------------------ | ------------------------ | ---------------------------------------- | ------------------------------ | ------------------ |
| Pays | France             | France             | États-Unis               | Russie                                   | Russie                         | Royaume-Uni        |
| Mise en service | 2021-2029          | 1976-1993          | 2004-                    | 1984-2001                                | 2013-                          | 2007 -             |
| Unités construites/à construire (2020)(a) | 3/3                | 6/0                | 19/17                    | 15/0                                     | 3/6                            | 4/3                |
| Longueur | 99,5 m             | 73,6 m             | 115 m                    | 110,6 m                                  | 119 m                          | 97 m               |
| Bau | 8,8 m              | 7,6 m              | 10 m                     | 13,6 m                                   | 13 m                           | 11,3 m             |
| Tirant d'eau | 7,3 m              | 6,4 m              | ?                        | 10,4 m                                   | ?                              | ?                  |
| Déplacement en plongée | 5 300 t.           | 2 670 t            | 7 900 t                  | ~13 000 t                                | 13 800 t                       | 7 800 tonnes       |
| Vitesse(b) | 25 nœuds (46 km/h) | 25 nœuds (46 km/h) | 25 nœuds (46 km/h)       | 28 nœuds (52 km/h)                       | 28 nœuds (52 km/h)             | 29 nœuds (54 km/h) |
| Profondeur(c) | 350 m              | 300 m              | > 240 m                  | 520 m                                    | 450 m                          | > 300 m            |
| Équipage | 65                 | 70                 | 135                      | 90                                       | 85                             | 98                 |
| Armement (d) : - Torpilles - Missiles anti-navires - Missiles de croisière | F21 Exocet MdCN    | F21 Exocet         | Mark 48 Harpoon Tomahawk | Type 65 ou 53 RPK 6 ou 7 RK-55 ou Kalibr | Type 65 Kalibr ou Oniks Kh-101 | Spearfish Tomahawk |
| Nbre armes dont : - Tubes lance-torpilles - Torpilles embarquées - Armes à lancement vertical | 24 4 20 0          | 14 4 10 0          | 38 4 22 12               | 40 8 32 0                                | 72 10 30 32                    | 38 6 32 0          |
| Autres caractéristiques |                    |                    |                          |                                          |                                |                    |
| (a) : Situation courant 2020. Inclut des unités désarmées (par exemple pour les classes Rubis ou Akula) (b) : la valeur exacte n'est pas disponible. La vitesse à laquelle la marche du sous-marin est silencieuse (caractéristique essentielle) n'est pas disponible. (c) : la valeur exacte n'est pas disponible. (d) : L'emport de mines ou de drones sous-marins, caractéristique commune à tous les modèles n'est pas précisé. (e) : Les caractéristiques des sonars (portée…), le niveau sonore, et d'autres caractéristiques essentielles, ne sont pas disponibles. |                    |                    |                          |                                          |                                |                    |

## Les Rubis en opérations

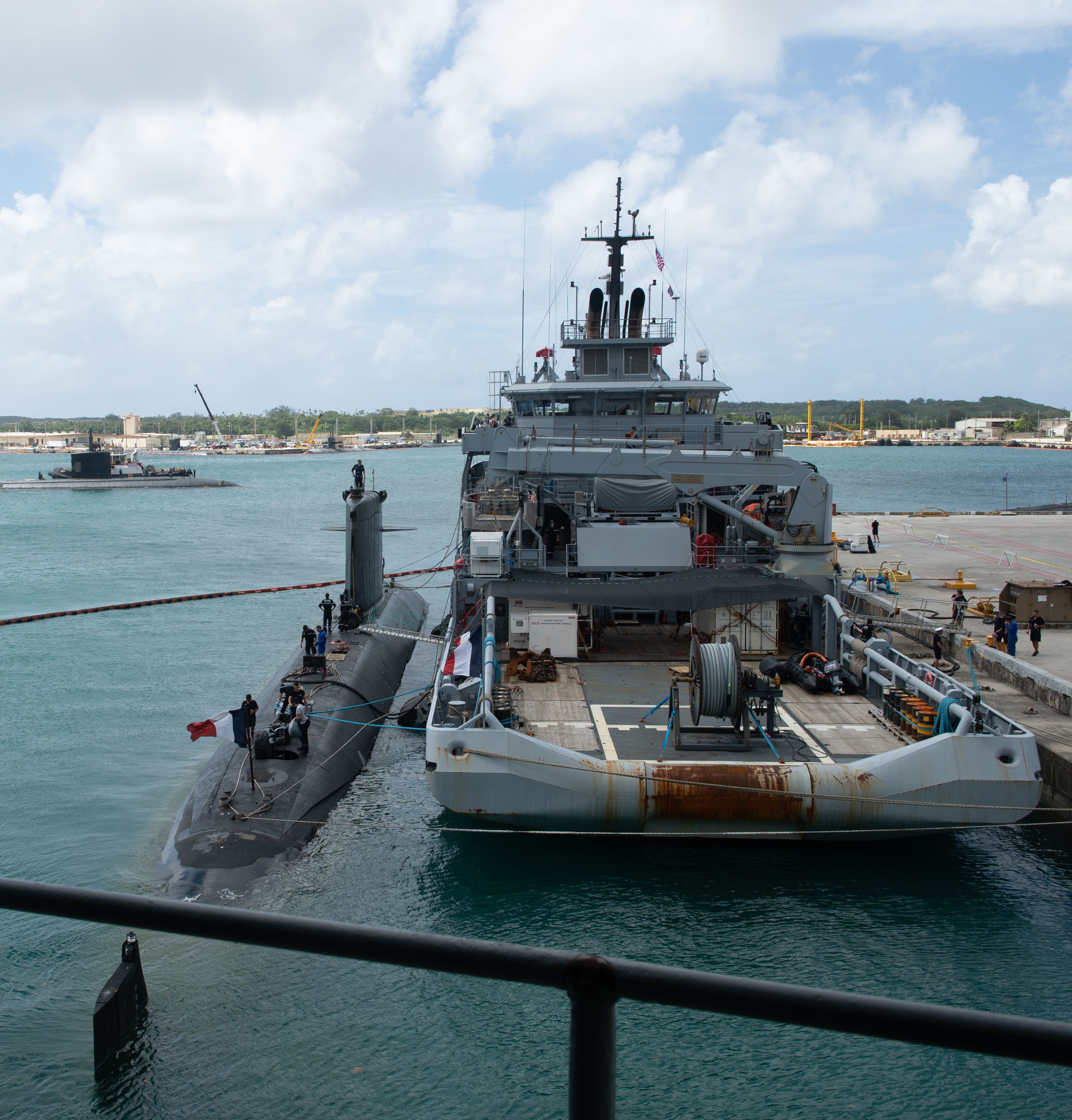
L'Émeraude avec son bâtiment de soutien Seine de la classe Loire en escale à la base navale américaine de l'île de Guam (Océan Pacifique) en novembre 2020.

En 1993, le Rubis entre en collision avec le pétrolier Lyria au large de Toulon lors de sa remontée en surface.
La présence d'un SNA français au large des bouches de Kotor a inhibé la marine yougoslave durant la guerre du Kosovo en 1999. Durant l'opération Harmattan en 2011 au large de la Libye, 3 SNA se sont relayés  pour des missions de renseignement.
Le Saphir a coulé l'escorteur d'escadre d’Estrées (D629), désarmé et devenu la cible d'exercice Q642, le 12 septembre 2001 au large de Toulon, à l'aide d'une torpille F17 mod2. 
Au cours d'un entrainement conjoint avec l'US Navy au large de la Floride début 2015, le Saphir a virtuellement coulé le porte-avions américain USS Theodore Roosevelt et son escorte de destroyers des Ticonderoga, Arleigh Burke ainsi qu’un sous-marin nucléaire d'attaque de classe Los Angeles : « […] le Saphir s’est glissé discrètement au cœur de l’écran formé par les frégates américaines protégeant le porte-avions, tout en évitant la contre-détection des moyens aériens omniprésents. Au matin du dernier jour, l’ordre de feu était enfin donné, permettant au Saphir de couler fictivement le Theodore Roosevelt et la majeure partie de son escorte ». L'information, d'abord publiée sur le site officiel de la Marine nationale, a été rapidement supprimée,,.
La classe des Rubis a connu en 2016 un record d’activité, cumulant 1 000 jours à la mer.
Le Casabianca, de retour le 15 février 2019 à Toulon, après avoir bouclé 137 jours de déploiement et 2 678 heures de plongée a effectué un record pour les forces sous-marines françaises.
Le 12 juin 2020, un incendie se déclare sur la Perle sans faire de victimes alors que le sous-marin se trouve en cale sèche à Toulon.  Le ministère des Armées décide de faire réparer le batiment pour pouvoir le remettre à la mer en 2023. Il est convoyé en cargo à Cherbourg et son tiers avant, kiosque compris, est remplacé par une section prélevée sur le Saphir, désarmé à Cherbourg en 2019 ; la Perle réparée quitte Cherbourg pour Toulon le 25 octobre 2021.
Un rapport de l'Assemblée nationale note qu'« en 2008, la disponibilité des navires de la marine nationale est restée globalement bonne », sauf pour les SNA de classe Rubis, « qui commencent à accuser un âge élevé ». Le taux de disponibilité est ainsi passé de 55,5 % en 2006 à 47,9 % en 2007 puis à 39,7 % en 2008. En 2012, le taux de disponibilité est de 55 %.

## Liste des navires
Bien qu'on ait pu envisager, au lancement du programme, de construire jusqu'à 8 navires, seuls 6 furent effectivement construits, livrés et armés.
| Nom        | Immatriculation | Mise sur cale      | Date de lancement  | Mise en service   | Désarmé           | Destination                                                                              |
| ---------- | --------------- | ------------------ | ------------------ | ----------------- | ----------------- | ---------------------------------------------------------------------------------------- |
| Rubis      | S601            | 11 décembre 1976   | 7 juillet 1979     | 23 février 1983   | novembre 2022     | En attente de démantèlement à Cherbourg depuis 2022.                                     |
| Saphir     | S602            | 1er septembre 1979 | 1er septembre 1981 | 6 juillet 1984    | juillet 2019      | Cannibalisé pour réparer la Perle ; En attente de démantèlement à Cherbourg depuis 2019. |
| Casabianca | S603            | 19 septembre 1981  | 22 décembre 1984   | 13 mai 1987       | 28 septembre 2023 | En attente de démantèlement à Cherbourg depuis 2023                                      |
| Émeraude   | S604            | 4 mars 1983        | 12 avril 1986      | 15 septembre 1988 | 15 novembre 2024  | En attente de démantèlement à Cherbourg depuis 2024                                      |
| Améthyste  | S605            | 31 octobre 1984    | 14 mai 1988        | 20 mars 1992      |                   |                                                                                          |
| Perle      | S606            | 27 mars 1987       | 22 septembre 1990  | 7 juillet 1993    |                   |                                                                                          |
|            |                 |                    |                    |                   |                   |                                                                                          |
| Turquoise  | S607            | 1986               | Annulé en 1992     |                   |                   | -                                                                                        |
| Diamant    | S608            | 1991               | Annulé en 1992     |                   |                   | -                                                                                        |

## Exportation
En 1987, le Livre blanc sur la défense canadienne préconise l'acquisition sous transfert de technologie au cours des 20 années suivantes d'une flotte de 10 à 12 sous-marins nucléaires d'attaque de classe Rubis ou de classe Trafalgar britannique. Le plan vise à instaurer une marine capable de manœuvrer dans les trois océans et, notamment, à asseoir les revendications territoriales canadiennes sur les eaux et le sous-sol de l'Arctique. Le projet, qui doit être confirmé avant l'été 1988 par le choix du type de bâtiment, est finalement abandonné lors du vote du budget en avril 1989.
L'abandon du projet a été dicté dès mai 1989 au gouvernement canadien par les États-Unis.

## Galerie photographique

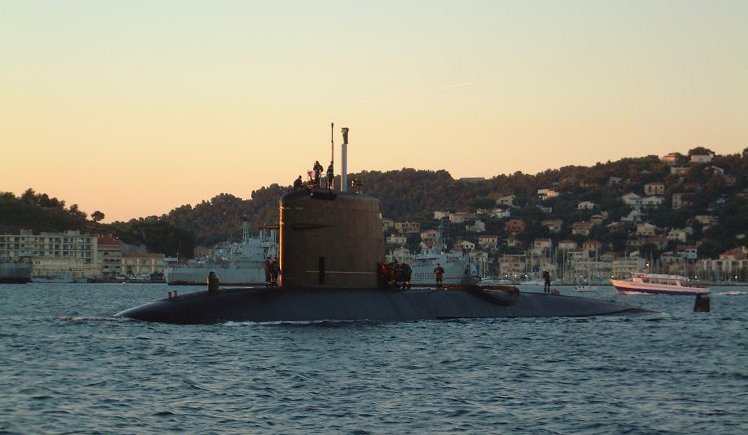
Le Rubis en manœuvre dans la rade de Toulon en octobre 2001.
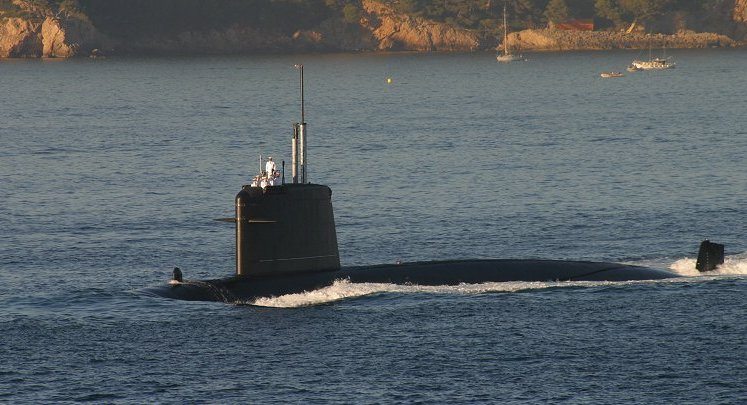
Le Saphir lors de la revue navale du 15 août 2004 en rade de Toulon.
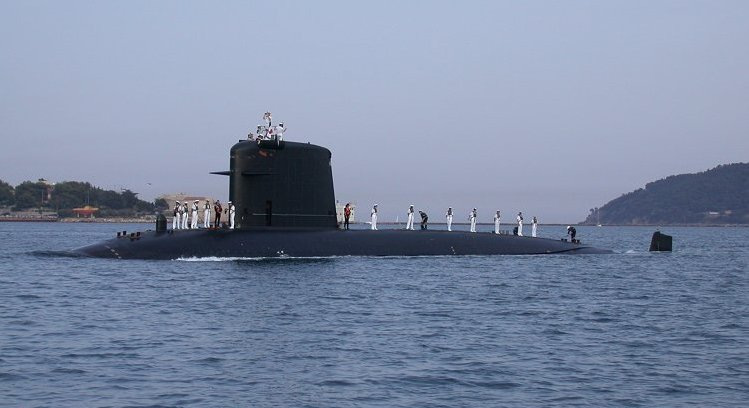
Le Saphir de retour à Toulon avec le groupe aéronaval, à l'issue de la mission Héracles (1er juillet 2002).
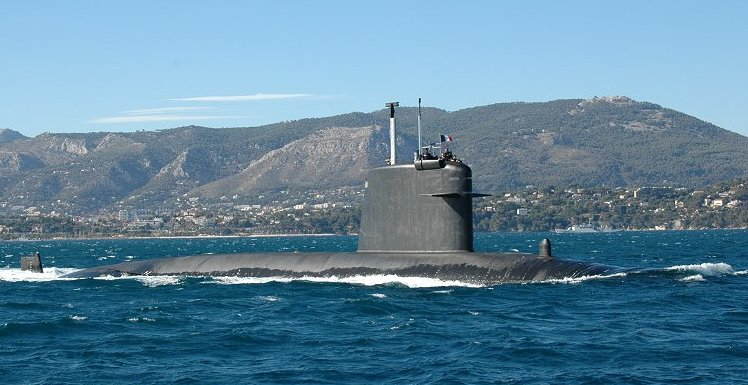
Le Casabianca, rade de Toulon, aout 2004.
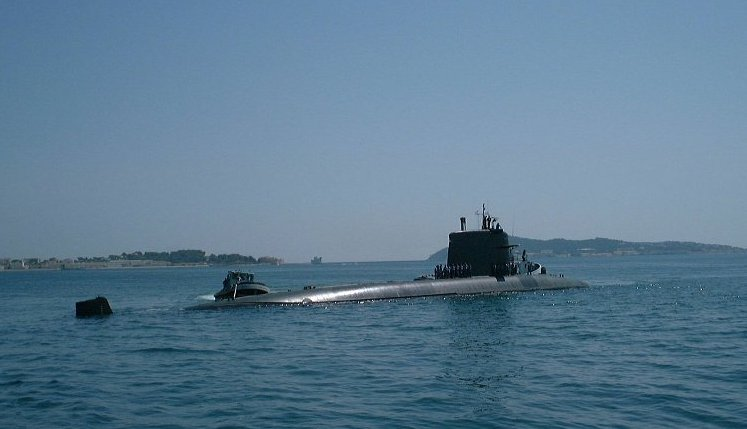
La Perle, rade de Toulon, mai 2000.

## Culture populaire
- Dans le film Le Chant du Loup, le sous-marin nucléaire d'attaque Le Titane est représenté par un sous-marin de la classe Rubis, et la légende « Sous-marin Rubis » est visible sur la tenue de certains marins au début du film.